# Melicucco
Melicucco – miejscowość i gmina we Włoszech, w regionie Kalabria, w prowincji Reggio Calabria.
Według danych na rok 2004 gminę zamieszkiwały 4993 osoby, 832,2 os./km².